# 佐洛圖希夫卡
49°27′47″N 35°48′20″E / 49.46306°N 35.80556°E
佐洛圖希夫卡（羅馬化：Zolotukhivka）是烏克蘭東部的村莊，隸屬哈爾科夫州的別列斯京區。該村始建於1764年，面積0.81平方公里，海拔高度104米，2001年人口43，人口密度每平方公里53.1人。